# Academia Central de Artes Marciales de Nankín
La Academia Central de Artes Marciales de Nankín (py. Zhongyang Guoshu Guan Ch. 中央國術館) fue un proyecto dirigido por el comandante del Ejército del Noroeste, Zhang Zhijiang, 張之江 en marzo de 1928 en la ciudad de Nankín con el propósito de organizar y enseñar un currículo que incluía Kuoshu/Guoshu (Habilidades Nacionales, como se conocían en ese momento a las técnicas de lucha de origen chino), Zhang era un fanático practicante de estas técnicas; en su juventud tuvo que luchar contra una enfermedad por esta razón entreno Taijiquan al cual Zhang responsabilizo como la razón por la que él se recuperó.

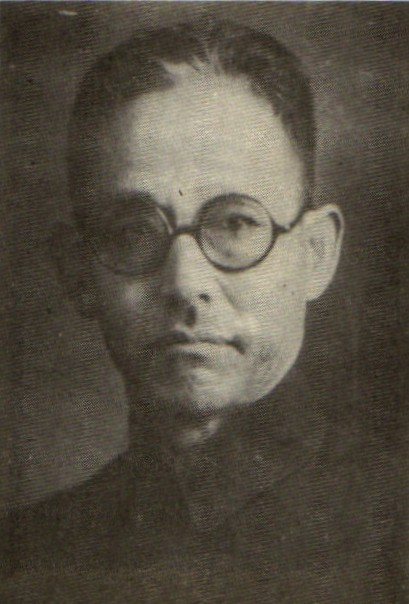
Comandante Zhang Zhijiang, Director de la Academia Central de Artes Marciales Zhongyang Guoshu Guan.

En un principio la Academia se organizó con dos departamentos, estilos de Wudang a cargo de Gao Zhen Dong, 高振東 y el segundo de Shaolin bajo la dirección de Wang Zi Ping, 王子平; esta división generó muchos problemas hasta el punto de que Zhang tuvo que organizar una competencia para que los dos bandos ventilaran sus disputas. Esta competencia se llevó a cabo en una iglesia y la primera pelea fue entre Wang Zi Ping (quien era un experto con espada, lanza, Bajiquan, Shuai Jiao entre otras técnicas además de ser un individuo muy fuerte) y Gao Zhen Dong (experto en Xing Yi/Hsing I, Taijiquan etc.). Los dos directores pelearon varios asaltos con ferocidad, resultando en un empate. Una segunda pelea se llevó a cabo entre los supervisores de los dos departamentos Ma Yu Fu, 馬裕甫 (Shaolin) y Liu Yin Hu, 柳印虎 (Wudang); tan feroz fue este combate que Yang Song Shan quien era un instructor en la Escuela Militar de Huang Pu le sugirió a Zhang que parara la pelea para evitar problemas más serios.
Zhang decidió eliminar las dos secciones y en su lugar eligió al pionero de la investigación de la historia de las artes marciales chinas Tang Hao, 唐豪, a Ma Liang, 馬良 y otros con una mejor disposición de trabajar en equipo, ya que lo último que se necesitaba en un proyecto enfocado a crear una nación fuerte eran peleas internas debido a divisiones sin fundamento real (Tang Hao dedicaría 6 meses a investigar en campo acerca de los orígenes de estas divisiones entre Shaolin y Wudang), sus conclusiones se publicaron en el libro Shaolin Wudang Kao, 少林武當考-唐范生; el cual fue publicado por la Academia; en este libro Tang concluyó que estas divisiones carecían de fundamento histórico. Cabe anotar que el director del departamento de Shaolin, Wang Zi Ping, 王子平 era musulmán, nacido en Cangzhou cuna de artes como el Bajiquan, Piguazhang etc. Las cuales no tienen ninguna conexión con Shaolin.
La Academia tenía un programa que duraba 3 años, dos de los cuales eran dedicados a aprender los diferentes estilos y materias del pensum y el 3.er año los estudiantes debían servir como monitores/instructores en la Academia o en las sucursales de la misma. Las materias del currículo incluían: Shuai Jiao, Quan Shu (boxeo), Qi Xie (armas), Biología, Primeros Auxilios, Historia, Historia del Kuoshu, Estudios Sociales y Estudios de la ideología de Sun Yat Sen. Con esto se buscaba formar no solo buenos instructores marciales sino también ciudadanos educados quienes no se dejarían manipular con mitos como los que causaron a los directores de los dos departamentos a pelear. Los diferentes estilos que conformaban el currículo de boxeo era entre otros: Bajiquan, Piguazhang, Taijiquan, Hsing I, Baguazhang, Shuai Jiao etc. Los estudiantes debían comparar y analizar las fortalezas y debilidades de los diferentes estilos así como apreciar sus características.
Además de clases la Academia publicó cientos de manuales de Kuoshu, artículos y organizó dos exámenes nacionales. El primero fue en octubre de 1928 en Nankín el cual atrajo a 400 participantes de diferentes provincias quienes tuvieron que pasar un examen preliminar el cual consistió en demostrar habilidades en el uso de Dao, Qiang, Jian, Gun, Quan. 300 participantes calificaron para la segunda etapa del torneo el cual incluyó las siguientes pruebas: Sanshou, Shuai Jiao, Chang Bin Qi (armas largas), Duan Bin Qi (armas cortas); estas pruebas eran todas de combate libre contra otros participantes sin categorías de peso o edad(un enfoque muy diferente al Wushu moderno en el cual los participantes de Tao Lu no requieren pelear en Sanshou). Al final 17 participantes terminaron como finalistas, dos de los cuales representaban a la Academia, los demás fueron aceptados a hacer parte de la misma. El segundo examen tuvo lugar en octubre de 1933.
Este proyecto se vio interrumpido por la agresión japonesa de 1937 lo que forzó a ser reubicada a la provincia de Hunan, Chang Sha. Otras estructuras similares se formaron en aquellas provincias bajo la influencia del Guomindang, sin embargo no contó con el soporte de toda la cúpula del partido lo que generó muchas dificultades a la hora de contar con fondos para sus programas. La Academia cerro sus puertas en 1947.